# Attis

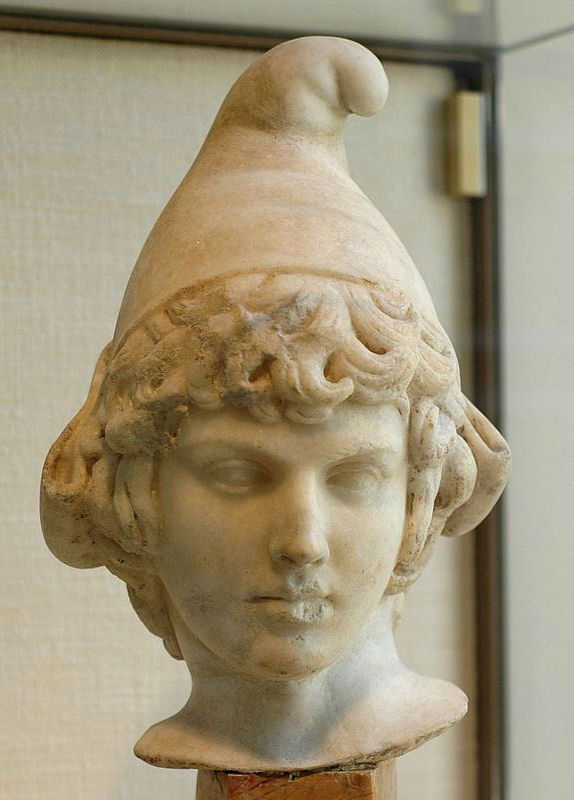
Buste van Attis die een Frygische muts draagt (2e eeuw n. Chr., Cabinet des médailles van de Bibliothèque nationale de France).

Attis (Oudgrieks: Ἄτυς / Átys, Ἄτις / Átis, Ἄττις / Áttis, Ἄττης / Áttês of Ἄττιν / Áttin) is een van oorsprong Frygische god, metgezel van de godin Cybele, van wie hij beurtelings zoon en minnaar is, of geboren uit de moedermaagd Nana. Hij kan vergeleken worden met Adonis, metgezel van Aphrodite-Astarte, of met Tammuz, metgezel van Ishtar. Zijn mysteriecultus heeft zich verspreid over het oude Griekenland, en vervolgens over heel het Imperium Romanum.

## Mythe
In de Frygische versie van de mythe schonk Zeus het leven aan de hermafrodiet Agditis terwijl hij masturbeerde op Cybele — of, afhankelijk van de versie, zijn sperma morste op de grond tijdens zijn slaap. Bevreesd voor zijn macht, ontmanden de goden Agditis; uit het bloed werd de amandelboom geboren. Nana, dochter van de stroomgod Sangarios, plukte een vrucht van de boom en hield die tegen zich aan, waardoor ze zwanger werd. Ze baarde een jongetje, Attis, dat werd overgeleverd aan het lot. Opgevoed door wilde schapen werd Attis, die als schaapherder leefde in Anatolië, een jongeman van een zo grote schoonheid dat Cybele-Agditis, toen ze hem zag in het veld op hem verliefd werd. De jongeling zwoer trouw aan de goddelijke vrouw, maar al spoedig viel zijn oog op een aardig jong meisje, de dochter van de koning van Pessinos, met wie hij verloofd raakte — of, afhankelijk van de versie, hij verloor zijn maagdelijkheid in de armen van een stervelinge. Woedend sloeg Cybele-Agditis Attis met gekheid, waarop hij naar de berg Didyma ging, waar hij onder een pijnboom ging zitten en zich ontmande. Daar vond Cybele hem, dood, want de wond had zich niet meer willen sluiten. Een kille wind stak op, de bomen lieten hun bladeren vallen, de dieren kropen in hun holen en donkere wolken pakten zich samen toen de godin haar geliefde te ruste legde in een rotsgraf. Uit het bloed van Attis ontstond de altijdgroene naaldboom en ook het viooltje was aan hem gewijd, als eerste bode van de jonge lente. Maar zie, op de 25 maart was er licht in het graf. Attis was herrezen.
In de Lydische versie is Attis een eunuch van de Magna Mater en zoon van de Frygische koning Kalaos, die in Lydië de cultus van Cybele invoerde. Zeus, die jaloers was op de jongeman, stuurde een everzwijn dat Attis doodde. Herodotus leverde een gehistoriseerde versie van deze mythe in zijn Historiën waarbij hij Atys (sic) ziet als de zoon van koning Croesus, die per ongeluk gedood werd door Adrastus, een gast van zijn vader, tijdens de jacht op een wild zwijn. Dit is echter zeer omstreden, omdat de link met de cultus van Attis volledig ontbreekt. Herodotus maakt geen melding van Cybele: Atys is een menselijke zoon van Croesus die in een jachtpartij om het leven komt.

## Cultus
De cultus van Attis werd in Klein-Azië, Noord-Griekenland (vanaf de 3e eeuw v.Chr.), in het bijzonder in Macedonië, en vervolgens ook te Rome populair. Hij is vooral in zijn Romeinse vorm in het Nederlands bekend: de cultus van Cybele en haar paredros werd in 204 v.Chr. in het oude Rome ingevoerd, op grond van een profetie in de Sibyllijnse boeken.
Onder de regering van Claudius werden de voornaamste festiviteiten gevierd bij het begin van de lente waarbij de legende werd uitgebeeld. Een optocht kannophoroi (« riet-dragers ») ging hieraan vooraf. Op de equinox werd een naaldboom omgehakt en naar het heiligdom van Cybele op de Palatijn gevoerd door het broederschap van dendrophoroi (« boom-dragers »): ingepakt zoals een lijk, verbeeldde het Attis' dood. De volgende dag, een dag van droefheid en onthouding, vastten en huilden de gelovigen. De priesters of Galli geselden zichzelf en sneden zichzelf, en de neofieten, ontmanden zich op hun beurt ritueel met een snijsteen. Na een nacht, waarin ze geacht werden zich in een hieros gamos te verenigingen met de godin, zoals Attis, barstte een uitgelaten vrolijkheid uit, waarbij men zich verkleedde en banketten hield. Na drie dagen ontstaken die priesters van Cybele, die zich in navolging van de herrezen heer ontmand hadden, een licht in het graf en gaven het door, roepende 'Hij leeft'.
In de cultus van Cybele en Attis werd het lijk van de jongeman door rouwenden door de straten gedragen en ter ruste gelegd.
Nog altijd is dat het paasgebruik in Zuid-Italië en Griekenland.

## Fotogalerij

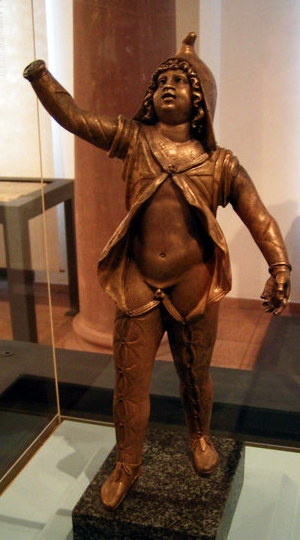
Attis en zijn attributen: Frygische muts en anaxyride[1] (Rheinisches Landesmuseum Trier)
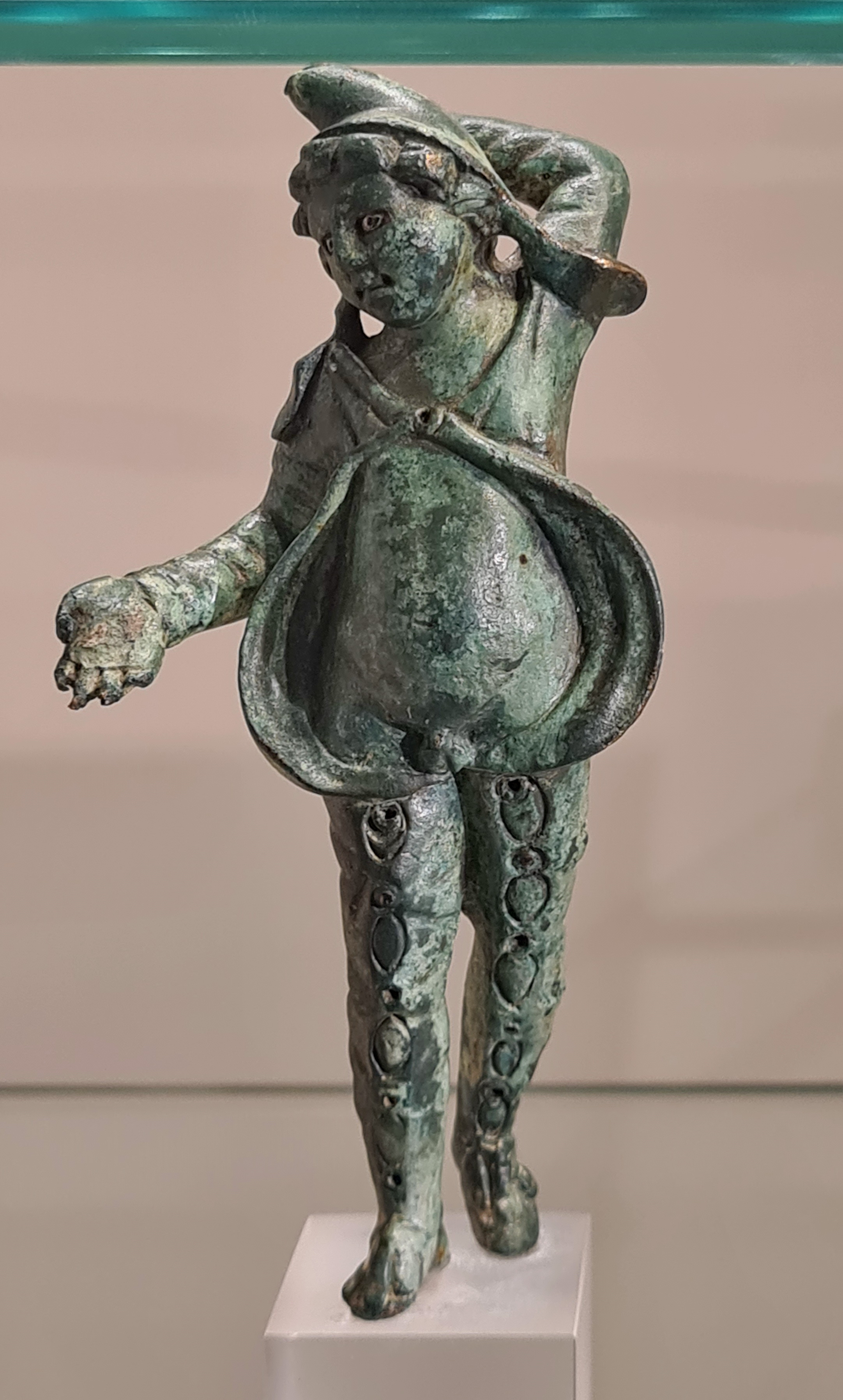
Bronzen beeldje van Attis uit Maastricht, eveneens met Frygische muts en anaxyride (Limburgs Museum, Venlo)
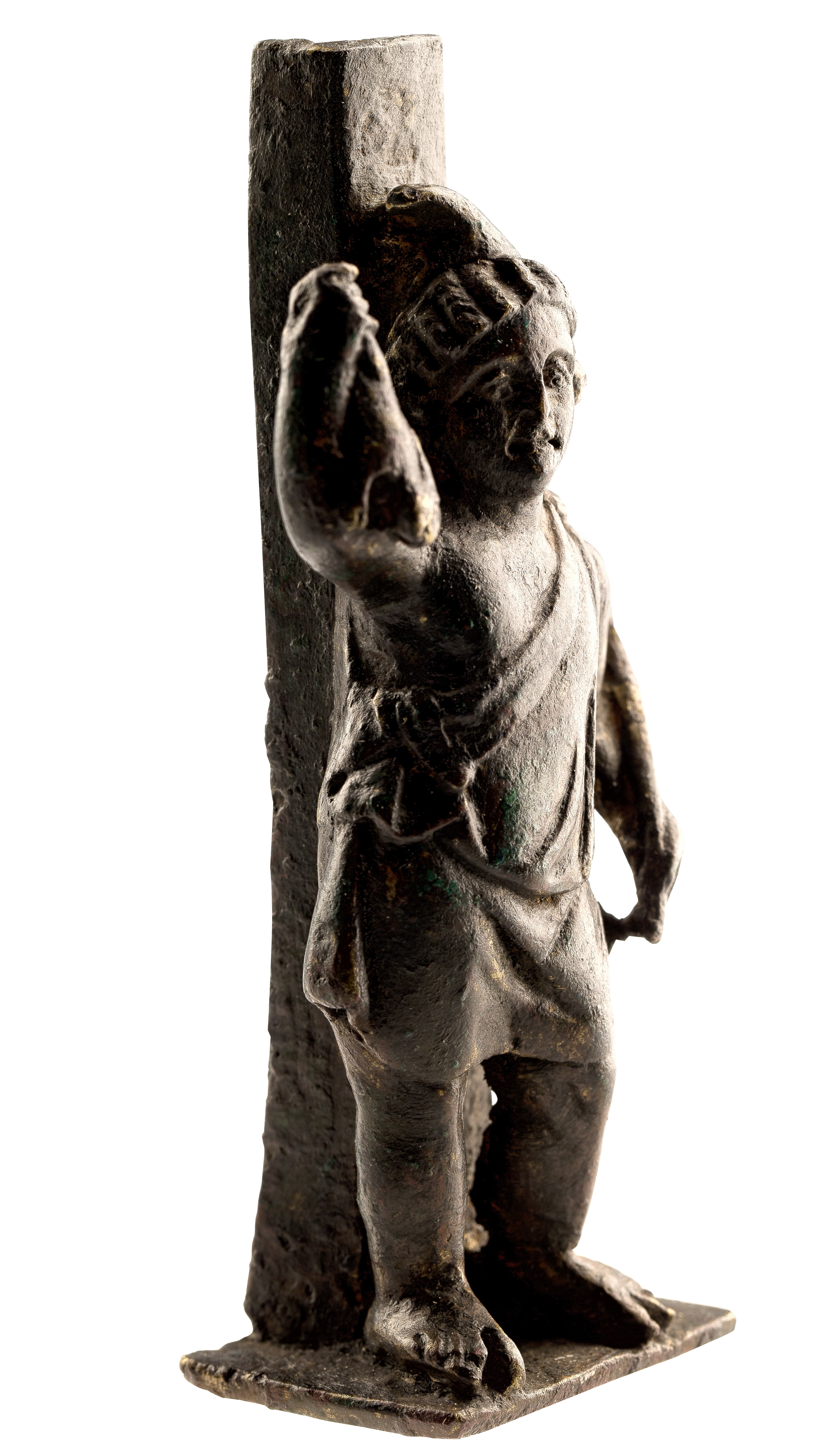
Bronzen Attisbeeldje uit Tongeren met herdersstaf (linkerhand) en haas (rechterhand), 75-150 na Chr. (Gallo-Romeins Museum, Tongeren)
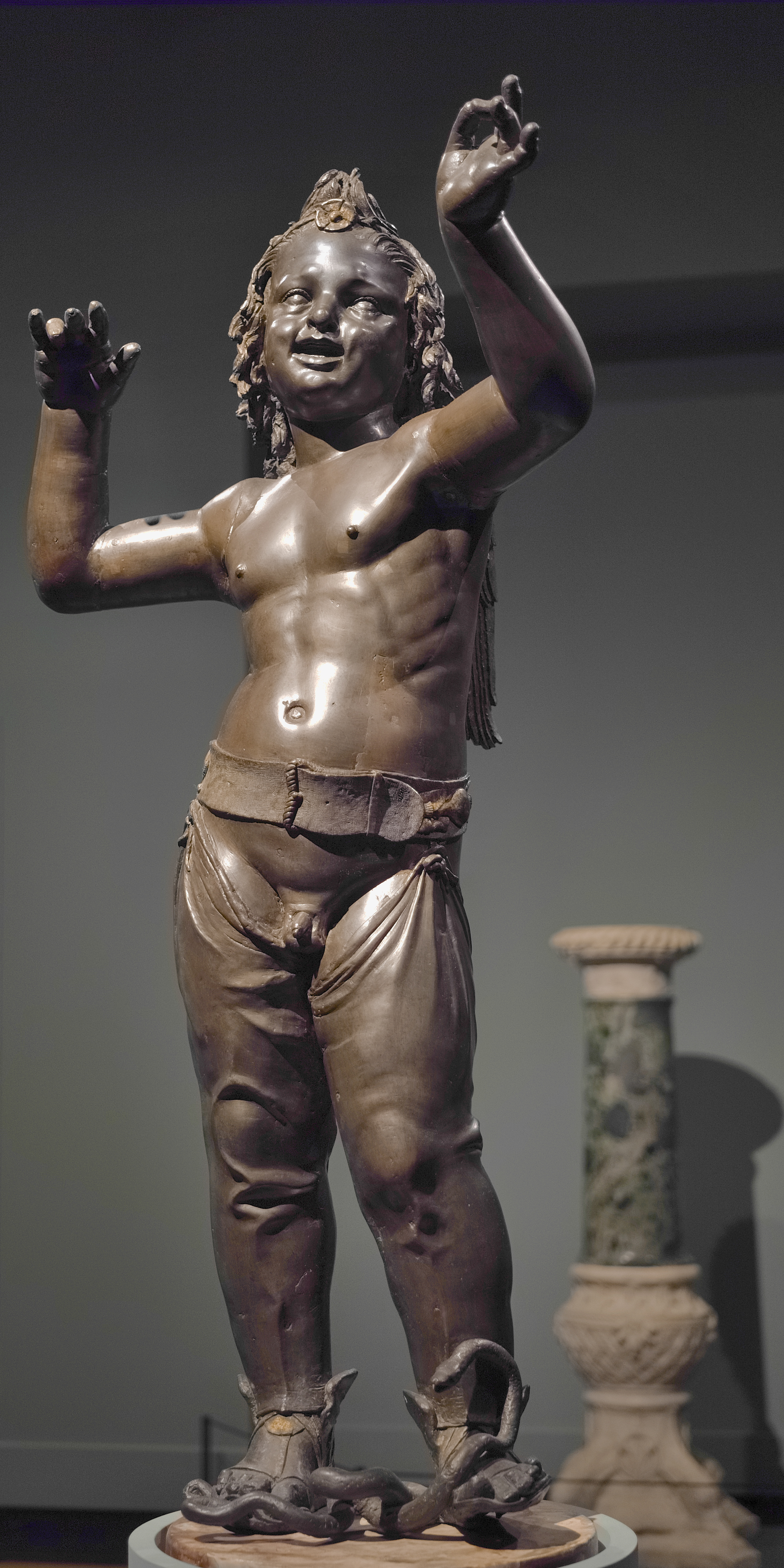
Renaissancebeeld van Attis door Donatello, ca. 1437 (Bargello, Florence)